# 群馬県道133号元島名倉賀野線
群馬県道133号元島名倉賀野線（ぐんまけんどう133ごう もとしまなくらがのせん）は、群馬県高崎市元島名町から同市倉賀野町に至る一般県道である。

## 概要
前橋市方面から倉賀野市街地への短絡路として利用される。近年では、終点付近の沿道に大型店が進出するなど開発が進んでいるが、路線の整備は進んでおらず、JR高崎線の踏切などで渋滞が慢性化している。
現在、この路線および群馬県道13号前橋長瀞線の西側に並行して都市計画道路南八幡京ヶ島線の整備が進められており、両路線の混雑緩和が期待されている。
車線数は全線で2車線。

### 路線データ
- 起点：高崎市元島名町516番（群馬県道13号前橋長瀞線交点〈元島名町交差点〉）[注釈 1]
- 終点：高崎市倉賀野町2000番の1（群馬県道121号和田多中倉賀野線交点）[注釈 2]

## 歴史
- 1959年（昭和34年）9月18日：群馬県より現・道路法に基づき、県道元島名倉賀野線（群馬郡群南村大字元島名 - 同郡倉賀野町、整理番号181）が路線認定される[1]。
  - 同日、前身路線にあたる県道倉賀野前橋線（群馬郡倉賀野町 - 前橋市、整理番号141）が路線廃止される[2]。

## 地理

### 通過する自治体
- 群馬県
  - 高崎市

### 交差する道路
- 群馬県道13号前橋長瀞線 - 高崎市元島名町（起点）
- 国道354号（現道） - 高崎市柴崎町（柴崎町交差点）
- 国道354号（バイパス、東毛広域幹線道路） - 高崎市下大類町（下大類町西交差点）
- 高崎市道競馬場通り - 高崎市矢中町
- 国道17号（倉賀野バイパス） - 高崎市倉賀野町
- 群馬県道121号和田多中倉賀野線 - 高崎市倉賀野町（終点）